# Tropfenfänger

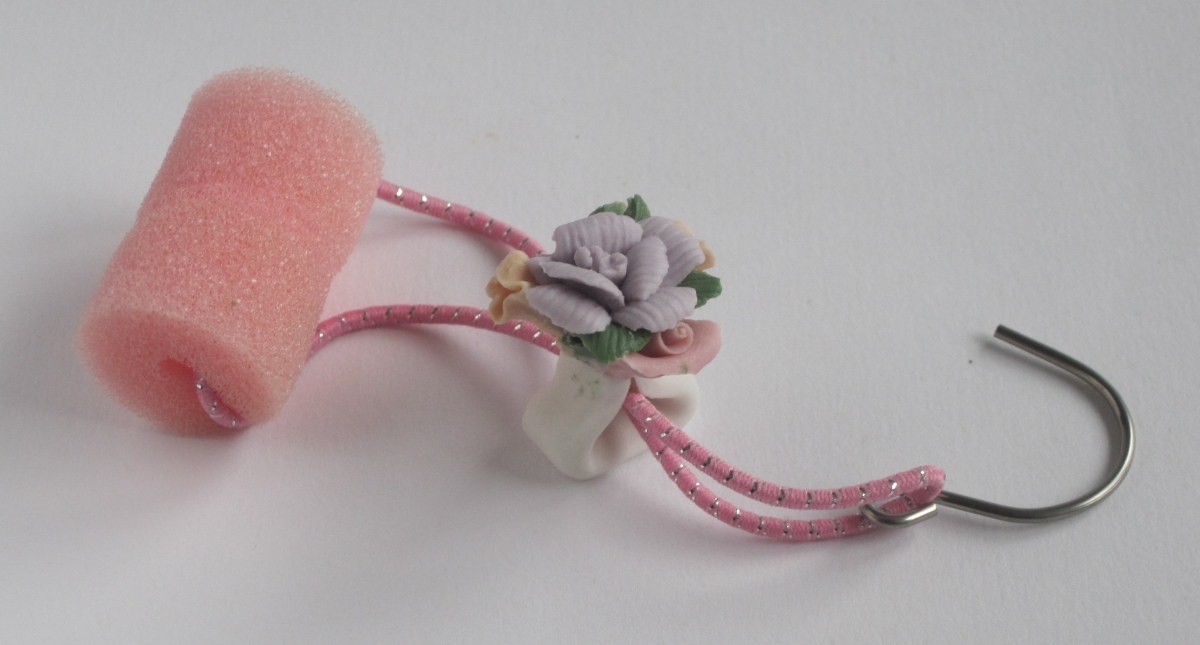
Tropfenfänger

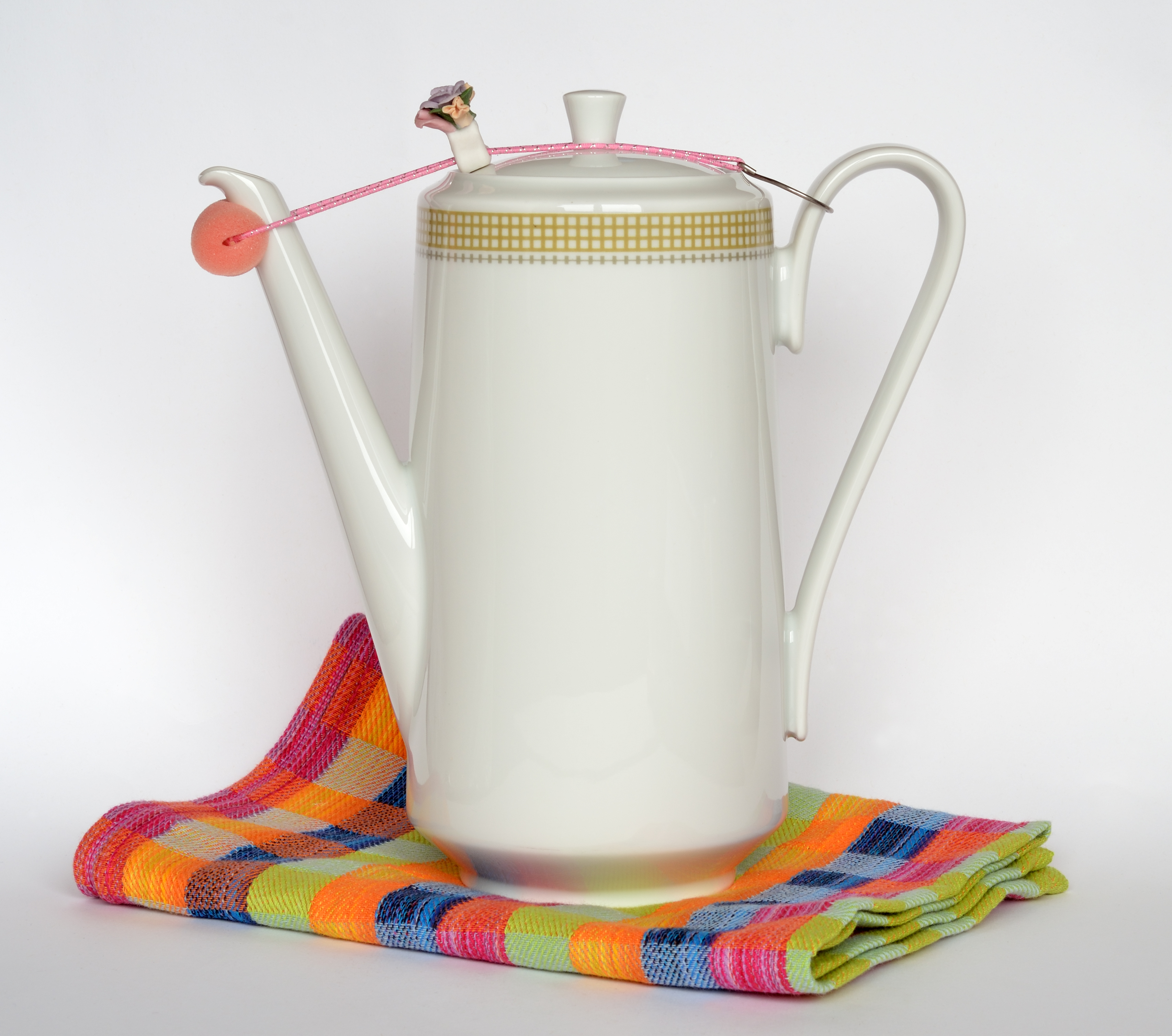
Tropfenfänger an einer Kanne

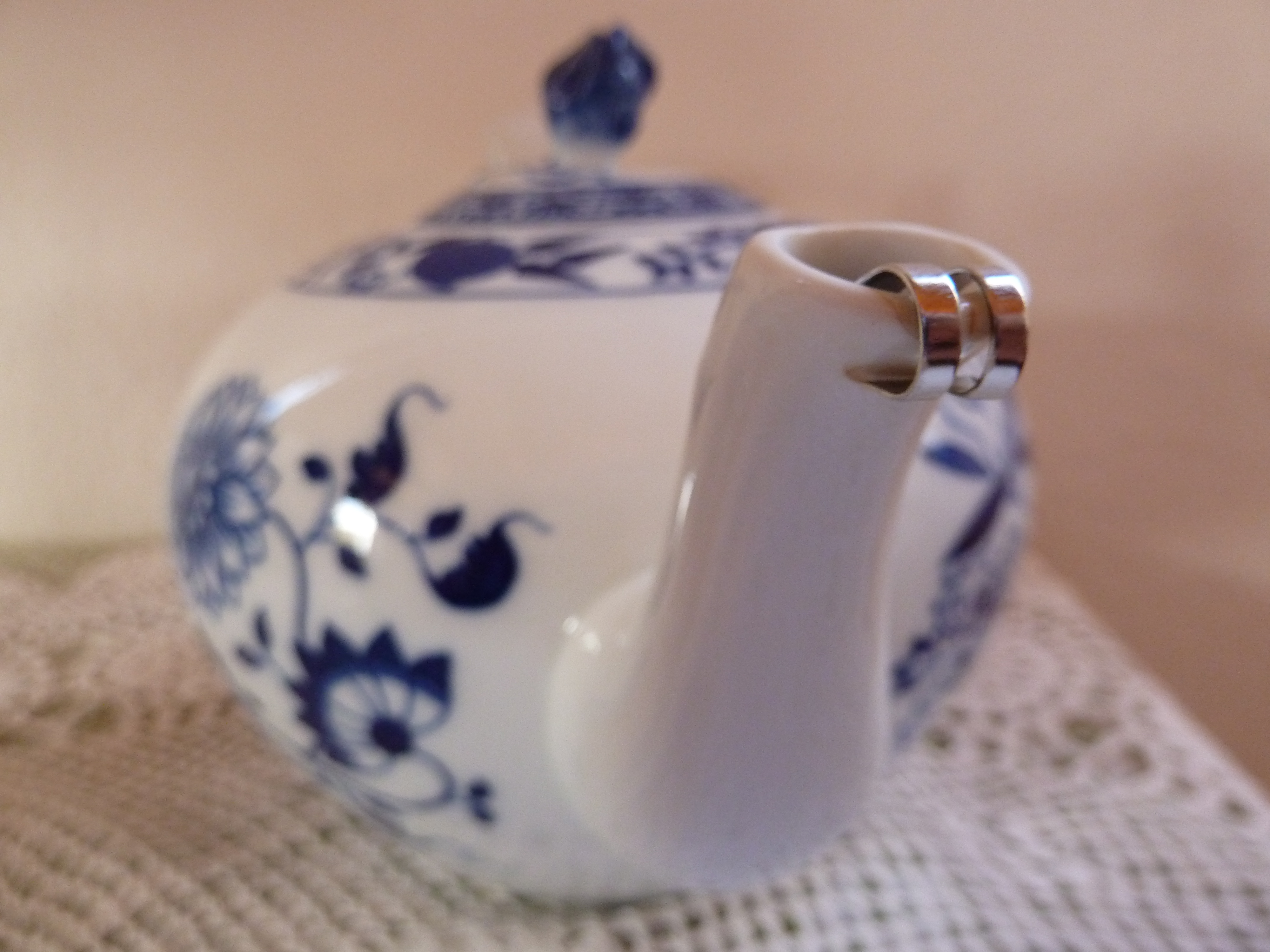
Tropfenrücksauger aus Metall an einem Ausguss

Ein Tropfenfänger ist ein Schaumstoffröllchen, das an der Tülle von Kaffee- und Teekannen anliegt. Es ist an einem elastischen (Gummi-)Band befestigt, das über den Deckel gespannt und mit einem Metallhaken am Henkel eingehängt wird.

## Modelle
Meist ist das Gummiband durch ein einen verschiebbaren Ring gezogen, wodurch es geführt bzw. um den Knauf des Deckels gelegt und dieser dadurch zusätzlich gesichert werden kann. Statt des Rings wurden bei aufwendigeren Modellen kleine Porzellanfiguren oder, als preiswertere Variante, Ornamente aus Kunststoff verwendet. Eine Ausführung mit einem Kunststoffschmetterling an dieser Stelle bescherte dem Unternehmen Emsa ab 1953 den ersten Verkaufserfolg.
Daneben gibt es Modelle aus Metall, die auf die Kanne aufgesteckt werden, etwa Ringe, die innen mit Schaumstoff oder Filz ausgekleidet sind. 

## Tropfenrücksauger
Eine andere Variante ist ein Metallbügel, der in den Ausguss gesteckt wird und den letzten Tropfen am Ende des Ausgießens in die Kanne zurückleiten soll. Bei dieser Ausführung ist manchmal noch ein kleiner Büschel Metallwolle angebracht, der in der Tülle als Sieb wirken und Kaffeesatz oder Teeblätter zurückhalten soll.